# Dorzano
Dorzano é uma comuna italiana da região do Piemonte, província de Biella, com cerca de 446 habitantes. Estende-se por uma área de 4 km², tendo uma densidade populacional de 112 hab/km². Faz fronteira com Cavaglià, Roppolo, Salussola.

## Demografia
| Variação demográfica do município entre 1861 e 2011                               |
|                                                                                   |
| Fonte: Istituto Nazionale di Statistica (ISTAT) - Elaboração gráfica da Wikipedia |